# Claudi Carbonell
Claudi Carbonell Flo (Barcelone, 10 mars 1891 - Barcelone, 24 juin 1970) est  un photographe catalan pictorialiste.

## Biographie
Ses sujets photographiques sont principalement des natures mortes et des paysages qu'il représente avec un style pictorialiste puisqu'il se spécialise dans la technique du bromoléum, au point de posséder pour lui-même un atelier de production de papier avec son partenaire Federico Fernández. Certaines de ses photographies ont été publiées dans The Photographic Progress, qui était une publication qui défendait une approche picturale de la photographie.

## Collections, expositions
- Musée national d'art de Catalogne

## Source
- (es) Cet article est partiellement ou en totalité issu de l’article de Wikipédia en espagnol intitulé « Claudi Carbonell » (voir la liste des auteurs).